# Song Mahi
Song Mahi est un village du Cameroun situé dans la région du Sud et le département de l'Océan. Il fait partie de la commune de Bipindi et se trouve à 90 km de Lolodorf et à 45 km de Bipindi sur la route rurale qui relie Bipindi à Song Mahi.

## Population
En 1966, la population était de 158 habitants. Le village disposait avant 1966 d'une école publique à cycle complet. Lors du recensement de 2005, le village comptait 270 habitants dont 142 hommes et 128 femmes, principalement de Bassa.